# CardCaptors
『CardCaptors』（カードキャプターズ）は、CLAMP原作のNHK放送テレビアニメ作品『カードキャプターさくら』の英語圏の国における吹き替え放送版のタイトルである。この吹き替え版は、カナダのネルバナ社によって製作され、アメリカ合衆国、カナダ、イギリス、オーストラリア、ニュージーランドで放送された。ファンの間で『カードキャプターさくら』がCCSと略されるのに対し、『CardCaptors』はCCと略される習慣に倣い、本記事では日本語版をCCS、吹き替え版であるCardCaptorsをCCと略記する。

## 概要
リーディングトン小学校に通うサクラ・アヴァロン（木之本桜）とリー・ショーロン（李小狼）の二人のカードキャプターが競争しながら（時に助け合いながら）クロウカードを集めるクロウカード編と、最後の審判でカードの主と認められたサクラがクロウカードを独自のカードであるスターカードに変換することで真のカードの主として成長していくスターカード編の2部によって構成される。この吹き替え版は、日本語版に比べ、カードキャプターとしての使命が強調された形で登場人物の台詞が大幅に変更されている。さらに、恋愛の要素、特に年齢の離れた者同士の恋愛、同性愛を連想させる要素は取り除かれている。そのため、登場人物の設定が日本語版とは異なっている。さらに、上記のコンセプトに違いはないが、アメリカ合衆国とカナダで放送された北米版と、それ以外の国で放送されたバージョン（便宜上、豪州版と書く）は、構成されるエピソード数とエピソードの順序に大きな違いがある。

## 登場人物
CardCaptorsの登場上人物、CCSとの対応関係と、英語版での声優を以下に記述する。ほとんどのキャラクターは英語圏での人名に変更されている。
Sakura Avalon（サクラ・アヴァロン） - 木之本 桜（きのもと さくら）
声 - カーリー・マキリップ
特徴的なシーンがカットされているため、CCSのさくらに見られるふんわりとした雰囲気は影を潜めている。さくらが弱音を吐いている部分は、逆に闘志をあらわにしている場面となっている。またトーリ（桃矢）やリー（小狼）に対しても、CCSのさくらでは考えられないほどの強い皮肉（「可哀想！脳みそドロドロなんじゃないの?」など）を言うことがあり、明らかに性格が異なる。
Tori Avalon（トーリ・アヴァロン） - 木之本 桃矢（きのもと とうや）
声 - トニー・サンプソン
さくらにいじわるを言う事もあるが、シスコンでは無い。CCSとは異なり、自動車運転免許をもっている。
Aiden Avalon（エイドン・アヴァロン） - 木之本 藤隆（きのもと ふじたか）
大学で考古学の教授を務める。運動神経がよく、学生時代に陸上競技で国体に出場し、サマンサを打ち負かし優勝した経験をもつ。
声 - ブライアン・ドラモンド
Natasha Avalon（ナターシャ・アヴァロン） - 木之本 撫子（きのもと なでしこ）
学生時代にエイドンに出会ったことがきっかけでエイドンと結婚するが、サクラが小さいときに亡くなる。CCSと異なり、ナターシャとエイドンの関係は生徒と教師ではない。
Kero / Keroberos（ケロ / ケルベロス）
声 - マット・ヒル / リチャード・ニューマン
上記のさくら同様、日本版とのセリフの違いが際立っている。口癖はExpect the unexpected（思いがけないことを予期せよ）。
Madison Taylor（マディソン・テイラー） - 大道寺 知世（だいどうじ ともよ）
声 - マギー・ブルー・オハラ
どちらかと言えばお転婆な性格で、AV（オーディオ・ビジュアル）オタクのような扱い。さくらの事は好きだが、友情を超えた特別な思いはない。
Samantha Taylor（サマンサ・テイラー） - 大道寺 園美（だいどうじ そのみ）
ナターシャの親友で、エイドンの陸上競技でのライバル。
北米版には登場しないキャラクターで、CCの設定を踏襲した豪州・英国版に登場する。
Li Showron（リー・ショーロン） - 李 小狼（リ シャオラン）
声 - リース・フーバー→ジョーダン・キリーク
クロウ・リードの直系の子孫（CCSの設定と微妙に異なる）の魔道師の家系に生まれた少年。
CCSでは第8話より登場するが、北米版CCではさくらと同等の主人公格のキャラクターとして初回から登場している。なお、実際に子供が声の担当をしており、声変わりを理由に途中で交代している。
Meilin Rae（メイリン・レイ） - 李 苺鈴（リ メイリン）
声 - ニコル・オリバー
CCSと異なり、リーとメイリンはいとこ同士ではない。メイリンがリーを好きという設定はあるが、二人は婚約を交わしていない。
Julian Star（ジュリアン・スター）- 月城 雪兎（つきしろ ゆきと）
声 - サム・ビンセント
ユエ - Yue
声 - サム・ビンセント
Layla Mackenzie（レイラ・マッケンジー） - 観月 歌帆（みづき かほ）
声 - リンダ・レイ
サクラの学校の算数の先生。以前、中学生だった頃のトーリの数学の先生だったこともある。トーリと同様に、一般の人が見えないものが見える力があるため、トーリの理解者である。ただし、CCSのようにトーリと恋愛していた事実はない。
Eli Moon（イーライ・ムーン） - 柊沢 エリオル（ひいらぎざわ エリオル）
声 - ビル・スウィッツァー
イギリスから転向してきたサクラのクラスメート。クロウ・リードの生まれ変わりという正体を隠し、クロウカードをサクラの星の力に従うスターカードに変換するため、そして、サクラがふさわしいカードの主であるかをテストするために数々の事件を引き起こす。
Ruby Moon（ルビー・ムーン） - 秋月 奈久留（あきづき なくる） / ルビー・ムーン
声 - ウィロー・ジョンソン
Spinny / Spinner（スピニー / スピナー） - スッピー / スピネル・サン
声 - コリン・マードック
Chelsea（チェルシー） - 三原 千春（みはら ちはる）
声 - ジョスリン・ローエン
Nikki（ニッキ） - 柳沢 奈緒子（やなぎさわ　なおこ）
声 - ケリー・シェリダン
Rita（リタ） - 佐々木 利佳（ささき りか）
テラダ先生へ恋心を抱くことはない。
Zachary（ザカリー） - 山崎 貴史（やまざき たかし）
声 - フィリップ・パコー
CCSと違いチェルシーのいとこであり、チェルシーと相思相愛の設定はない。
Clow Reed（クロウ・リード） - クロウ・リード
声 - デイル・ウィルソン

## CardCaptorsの地名・施設名
登場人物名が英語名に変更されているのと同様に、地名や施設名も変更されている。具体的な国は不明であるが、下表に示すようにCCの舞台は日本ではない。
| CardCaptors            | 日本語表記             | カードキャプターさくら |
| ---------------------- | ---------------------- | ---------------------- |
| Reedington             | リーディングトン       | 友枝町                 |
| Reedington Elementary  | リーディングトン小学校 | 友枝小学校             |
| Reedington High School | リーディングトン高校   | 星條高校               |
| Reedington Park        | リーディングトン公園   | ペンギン公園           |
| Reedington Zoo         | リーディングトン動物園 | 動物園（CCS 第12話）   |
| Radio tower            | ラジオ塔（電波塔）     | 東京タワー             |
| Shrine                 | 神社                   | 月峰神社               |

## CCS からの設定変更
英語圏での子供番組としての放送のため、登場人物間の関係や番組の放送順序などが変更されている。人物間の関係は以下の変更を受けている。
- サクラ（さくら）とリー（小狼）の間にはライバル心とカードキャプターとしての仲間意識はあるが、恋心はない。特に、リーは最後の審判の後もサクラに対するライバル心をもっている。
- サクラ（さくら）にとってジュリアン（雪兎）は兄の友達であり、サクラからジュリアンへの恋心はない。
- サクラ（さくら）とマディソン（知世）ははとこ同士ではない。また、マディソンからサクラへの友情以上の感情はない。
- リー（小狼）から ジュリンアン（雪兎）に対する好意は最初から存在しない。そのため、CCSでの小狼が雪兎を意識するシーンはカットされたり、まったく違う台詞に置き換えられたりしている。
- メイリン（苺鈴）はリー（小狼）のいとこではない。メイリンは小狼に対して恋愛感情をもっている。
- レイラ（観月歌帆）はかつて、トーリの数学の先生であり、同じ魔力をもつ者としての理解者であった。二人の間に恋愛感情はない。
- ザカリー（山崎）とチェルシー（千春）はいとこ同士であり、二人の間に恋愛感情はない。
- リタ（利佳）がテラダ（寺田先生）に恋をする設定はない。逆に、スペリングテスト（書き取りテスト）の成績のせいで、リタがテラダ先生を怖がるエピソードがある。
- エイドン（藤隆）は、ナターシャ（撫子）とサマンサ（園美）と同じくらいの年齢である。エイドンとナターシャは学生時代に出会い、（何年後か不明であるが）結婚した。エイドンがナターシャに出会う以前から、サマンサとエイドンは陸上競技でライバル関係にあった。

なお、CCSからの設定変更についてネルバナの公式サイト に記載されていた説明を以下に示す。
- CardCaptors は講談社との協力体制によって構成されていた。オリジナルからの変更は、講談社の合意が得られている。
- 北米における子供番組としての放送のため、必然的にいくつかのシーンを削除した。
- 想定される視聴者層（英語圏の子供たち）が簡単に発音できる名前にするため、登場人物名をオリジナルの名前に類似した英語名に変更した。
- ネルバナとKids' WB!の事前調査によると、北米の視聴者層がリー（小狼）をメインキャラクターとして見たがっていた（米国のアニメ視聴者は男子が多い）ので、北米版ではリーを第1話から登場されるようにエピソードの放送順を変更した。

## スタッフ
- Supervising Director - Morio Asaka
- Supervising Production Coordinator - Nanase Okawa (CLAMP)
- Character Designer - Kumiko Takahashi
- Costume & Card Designer - Mokona Apapa (CLAMP)
- Background Designer - Katsufumi Hariu
- Director of Cameras - Hisao Shirai
- Editor - Harutoshi Ogata
- Producer of Animation - Tetsuya Ono (Mad House)
- Producer - Eizo Kondo (Sogo Vision)
- Executive Producers - Yasuko Uchizawa (NHK), Akira Watanabe (NEP21)
- Animation Studio - Mad House
- Director of Animation - Kumiko Takahashi
- Color Stylist - Madoka Katsunuma
- Directors - Morio Asaka, Sunao Katabuchi, Mamoru Kanbe, Kazunori Mizuno, Shoji Yabushita, Ken Ando, Akira Mano, Yorimichi Nakano, Nabuaki Nakanishi, Akio Sakai, Jun-ichi Sakata, Masaru Kitao, Hitoyuki Matsui
- Script Editor - Tatsuhiko Urahata
- Writers - Nanase Okawa, Hiroshi Ishii, Tomoyasu Okubo, Jiro Kaneko, Tomoko Ogawa
- Based on the comic series "Cardcaptor Sakura" by CLAMP → "Cardcaptor Sakura" created by the artist team, CLAMP and serialized in Kodansha's "Nakayoshi" Comic Magazine since June 1996.
- Cardcaptors™ and © 2000 → 2001 Kodansha Ltd. All Rights Reserved

### English Language Version
- Executive Producers - Michael Hirsh, Patrick Loubert, Toper Taylor
- Supervising Producers - Jocelyn Hamilton, Stephen Hodgins
- Line Producer - Tina Karski
- Associate Producer - Jim Weatherford
- Post Production Supervisor - Keith A. Goddard
- Production Coordinator - Diana Gage
- Voice Director - Karl Willems
- English Script Adaptations - Meredith Woodward → Jennifer Pertsch
- Post Production - Jason Held, Ann McGuire
- On Line Video Editor - Erin Falconer
- Additional Picture Editor → Picture Editor - Doug Appeldoorn
- Re-recording Mixer - Keith A. Goddard
- Recording Engineers - Trevor Smith, Michael Iske
- Assistant Recording Engineers - Christopher Cleator → Aaron Macdonald
- Dialogue Editors - James Corrigall, Timur Kalyuzhnyy → Angello Floresco, Christopher Cleator
- Additional Sound Effects - Mark M. Pinder, Timur Kalyuzhnyy → Luke Martin
- Credit for Theme Song → Opening Theme - Dave Doré
- Music Score Composer - Lenz Entertainment → Music by Jack Lenz for Downright Adagio Inc.
- Music Editors - Peter Branton, Anthony Crea, Daniel Fernandez, Mike Northcutt → Simon Berry
- English version produced in association with The Ocean Group Vancouver, Canada

## 北米版のエピソード
北米版は39話構成であり、第1話「Sakura's Rival」が日本語版の第8話「さくらのライバル、登場!」にあたるエピソードであり、それ以降のエピソードも必ずしも時系列順とは言えないほどに順序が入れ替えられている。
米国とカナダでは放映順序がやや違うため、ここではパイオニアDVDによる順を表記する。
| CardCaptors                             | 日本語表記               | カードキャプターさくら                                                  |
| --------------------------------------- | ------------------------ | ----------------------------------------------------------------------- |
| 1. Sakura's Rival                       | さくらのライバル         | 8. さくらのライバル、登場                                               |
| 2. Time and Again                       | 何度も何度も             | 12. さくらの終わらない一日                                              |
| 3. The Cave                             | 洞窟                     | 17. さくらのこわーいきもだめし                                          |
| 4. Double Edged Sword                   | 諸刃の剣                 | 13. さくらとゾウの力くらべ                                              |
| 5. Power's Ploy                         | パワーの企み             | 9. さくらとふしぎなブローチ                                             |
| 6. The New Rival                        | 新たなライバル           | 20. さくらとたたかう転校生                                              |
| 7. Double Take                          | ダブル・テイク           | 25. さくらともう一人のさくら                                            |
| 8. The Race                             | 競走                     | 30. さくらとケガをしたカード                                            |
| 9. Dragon Slayer                        | ドラゴン退治の英雄       | 31. さくらと名前のない本                                                |
| 10. No Way Out                          | 出口なし                 | 26. さくらとすてきな先生                                                |
| 11. The Switch                          | 入れ替わり               | 32. さくらとケロと小狼と                                                |
| 12. Icebreaker                          | 砕氷船                   | 33. さくらのさむーいアイススケート                                      |
| 13. The Third Element                   | 第三の元素               | 35. さくらのすてきなクリスマス                                          |
| 14. Buyer Beware                        | 買い物はご用心           | 28. さくらとおまじないカード                                            |
| 15. Stormy Weather                      | 荒れた天気               | 36. さくらと雪の新学期                                                  |
| 16. Allies                              | 盟友                     | 3. さくらのドキドキ初デート                                             |
| 17. Meilin's Story                      | メイリンの話             | 43. さくらのさよなら苺鈴                                                |
| 18. The Last Card Part I                | 最後のカード パート1     | 44. さくらとケロとふしぎな先生                                          |
| 19. The Last Card Part II               | 最後のカード パート2     | 45. さくらと最後のクローカード                                          |
| 20. The Final Judgment                  | 最後の審判               | 46. さくらと最後の審判                                                  |
| 21. One Fateful Day                     | 運命の日                 | 41. さくらと小狼と砂の海 1.さくらと不思議な魔法の本（回想シーンとして） |
| 22. Under the Weather                   | 体調不良                 | 39. さくらのふらふら熱曜日                                              |
| 23. The Mysterious Painting             | 不思議な絵画             | 7. さくらの怪盗初挑戦!?                                                 |
| 24. The Past, The Present, & The Future | 過去、現在、そして未来   | （47話、48話、58話の回想シーン）                                        |
| 25. A Strange New Beginning             | 奇妙な始まり             | 47. さくらと不思議な転校生 48. さくらとめざめた星の鍵                   |
| 26. Running Out of Time                 | 時間が尽きる             | 53. さくらとパニック自転車                                              |
| 27. A New Set of Wings                  | 新しい翼                 | 50. さくらと小狼と見えない糸 51. さくらと大きなぬいぐるみ               |
| 28. Trouble in The Park                 | 公園での事件             | 52. さくらのひつじ注意報?!                                              |
| 29. Double Trouble                      | 二人のピンチ             | 58. さくらと二人の大ピンチ                                              |
| 30. Spinning Out of Control             | きりもみ回転             | 56. さくらとケロのお菓子な出会い??                                      |
| 31. Out of Bounds                       | コート外（に出たボール） | 59. さくらと知世とボールの罠                                            |
| 32. Li's Calling                        | リーの通話               | 57. さくらと小狼とエレベーター                                          |
| 33. Just Like Old Times                 | 昔のように               | 60. さくらと大切なおともだち                                            |
| 34. Sakura in Wonderland                | 不思議の国のさくら       | 55. さくらと不思議の国のさくら                                          |
| 35. The Vanishing Act                   | 消えゆく一幕             | 65. さくらと雪兎と消えゆく力 66. さくらの一番好きな人                   |
| 36. Slippery Slope                      | 危険な坂道               | 64. さくらと吹雪のスキー教室                                            |
| 37. Sakura's Return to the Past         | さくら過去へ戻る         | 68. さくらと過去とクロウ・リード                                        |
| 38. Revelations Part I                  | 啓示 パート1             | 69. さくらと現れたクロウ・リード                                        |
| 39. Revelations Part II                 | 啓示 パート2             | 70. さくらと本当の想い                                                  |

なお、カナダではもうひとつの公用語に対応し、フランス語版も放映された。フランス語版は全70話構成でオリジナルの雰囲気を踏襲している。

## 豪州版のエピソード
北米以外で放送されたバージョンは、日本語版と同様に70話構成であり、エピソードの順序も日本語版と同じである。
| CardCaptors                       | 日本語表記               | カードキャプターさくら         |
| --------------------------------- | ------------------------ | ------------------------------ |
| 1. One Fateful Day                | 運命的な日               | さくらと不思議な魔法の本       |
| 2. Partners in Crime              | 共犯者                   | さくらのすてきなお友達         |
| 3. Allies                         | 盟友                     | さくらのドキドキ初デート       |
| 4. An Unexpected Find             | 予期せぬ発見             | さくらのくたくた日曜日         |
| 5. Trouble at Twin Bells          | ツインベルの事件         | さくらとパンダとかわいいお店   |
| 6. Seeing is Believing            | 百聞は一見にしかず       | さくらとお母さんの思い出       |
| 7. Mysterious Painting            | 不思議な絵画             | さくらの怪盗初挑戦!?           |
| 8. Sakura's Rival                 | サクラのライバル         | さくらのライバル、登場!        |
| 9. Double Edged Sword             | 諸刃の剣                 | さくらとふしぎなブローチ       |
| 10. An Unexpected Reunion         | 予期せぬ再会             | さくらと花の運動会             |
| 11. The Special Box               | 特別な箱                 | さくらと知世の大きなお家       |
| 12. Time and Again                | 何度も何度も             | さくらの終わらない一日         |
| 13. Power's Ploy                  | パワーの企み             | さくらとゾウの力くらべ         |
| 14. Play Misty for Tori           | トーリにミスティの曲を   | さくらと桃矢とシンデレラ       |
| 15. Kero and Sakura's Big Fight   | ケロとサクラの大げんか   | さくらとケロの大げんか         |
| 16. The Summer House              | 夏の別荘                 | さくらと思い出の虹             |
| 17. The Cave                      | 洞窟                     | さくらのこわーいきもだめし     |
| 18. A Fair to Remember            | 思い出の縁日             | さくらと雪兎と夏祭り           |
| 19. Nothing to Report             | 報告なし                 | さくらと夏休みの宿題           |
| 20. The New Rival                 | 新たなライバル           | さくらとたたかう転校生         |
| 21. Long Marathon                 | 長いマラソン             | さくらのながーいマラソン大会   |
| 22. No Time For Sleep             | 睡眠時間なし             | さくらとやさしいお父さん       |
| 23. Practice Makes Perfect        | 継続は力なり             | さくらと知世とすてきな歌       |
| 24. No Problem Too Small          | 小さすぎても大丈夫       | さくらの小さな大冒険           |
| 25. Double Take                   | ダブルテイク             | さくらともう一人のさくら       |
| 26. No Way Out                    | 出口なし                 | さくらとすてきな先生           |
| 27. Return To The Future          | 未来へリターン           | さくらと思い出の神社           |
| 28. Buyer Beware                  | 買い物にご用心           | さくらとおまじないカード       |
| 29. How Sweet It Is               | とても甘い               | さくらのあまーいクッキング     |
| 30. The Race                      | 競走                     | さくらとケガをしたカード       |
| 31. The Dragon Slayer             | ドラゴン退治の英雄       | さくらと名前のない本           |
| 32. The Switch                    | 入れ替わり               | さくらとケロと小狼と           |
| 33. Ice Breaker                   | 砕氷船                   | さくらのさむーいアイススケート |
| 34. By the Light of the Full Moon | 満月の光の下で           | さくらと雪兎と昼の月           |
| 35. The Third Element             | 第三の元素               | さくらのすてきなクリスマス     |
| 36. Stormy Weather                | 荒天候                   | さくらと雪の新学期             |
| 37. The Show Must Go On           | ショーは続く             | さくらと消えた知世の声         |
| 38. A Berry Strange Day           | とてもおかしな日         | さくらの楽しいいちご狩り       |
| 39. Under The Weather             | 体調不良                 | さくらのふらふら熱曜日         |
| 40. Dream A Little Dream          | 小さな夢を見て           | さくらと夢の中のさくら         |
| 41. The Sands Of Time             | 時の砂                   | さくらと小狼と砂の海           |
| 42. A Strange Intermission        | 不思議な幕間（まくあい） | さくらのまっくら学芸会         |
| 43. Meilin's Story                | メイリンの話             | さくらのさよなら苺鈴           |
| 44. Last Card Part I              | 最後のカード パート1     | さくらとケロとふしぎな先生     |
| 45. Last Card Part II             | 最後のカード パート2     | さくらと最後のクロウカード     |
| 46. The Final Judgement           | 最後の審判               | さくらと最後の審判             |
| 47. The New Transfer Student      | 新たな転校生             | さくらと不思議な転校生         |
| 48. Unlocking The Key             | 開錠                     | さくらとめざめた星の鍵         |
| 49. The Dangerous Piano           | 危険なピアノ             | さくらとキケンなピアノ         |
| 50. Threads That Binds            | 絡まる糸                 | さくらと小狼と見えない糸       |
| 51. Attack Of The Teddy Bear      | くまさんの攻撃           | さくらと大きなぬいぐるみ       |
| 52. Trouble At The Park           | 公園の事件               | さくらのひつじ注意報?!         |
| 53. Running Out Of Time           | 時間不足                 | さくらとパニック自転車         |
| 54. Calendar Of Memories          | 思い出のカレンダー       | さくらと思い出のカレンダー     |
| 55. Sakura In Wonderland          | 不思議の国のサクラ       | さくらと不思議の国のさくら     |
| 56. Spinning Out Of Control       | きりもみ回転             | さくらとケロのお菓子な出会い?? |
| 57. Li's Calling                  | リーの通話               | さくらと小狼とエレベーター     |
| 58. Double Trouble                | 二重の問題               | さくらと二人の大ピンチ         |
| 59. Trapped                       | 罠にはまって             | さくらと知世とボールの罠       |
| 60. Just Like Old Times           | 昔のように               | さくらと大切なお友達           |
| 61. A Present For The Cards       | カードたちへのプレゼント | さくらとカードとプレゼント     |
| 62. Sakura's Strange Fortune      | さくらの不思議なおみくじ | さくらと不思議なおみくじ       |
| 63. A Wave of Danger              | 危険な波                 | さくらとプールと大きな波       |
| 64. A Slippery Slope              | 滑る斜面                 | さくらと吹雪のスキー教室       |
| 65. Lights, Camera, Vanish!       | 照明、カメラ、消滅!      | さくらと雪兎と消えゆく力       |
| 66. When Stars Fall               | 星降る時に               | さくらの一番好きな人           |
| 67. The Calm Before The Storm     | 嵐の前の静けさ           | さくらと小狼と月峰神社         |
| 68. Sakura's Return To The Past   | サクラ過去に戻る         | さくらと過去とクロウ・リード   |
| 69. Revelations Part I            | 啓示 パート1             | さくらと現れたクロウ・リード   |
| 70. Revelations Part II           | 啓示 パート2             | さくらと本当の想い             |

## 劇場版
劇場版カードキャプターさくらの香港編に対応するCardCaptors the Movieが、ネルバナ社が制作し2002年3月26日にDVDリリースされている。この劇場版はカットされているシーンや大きなストーリーの変更はないが、主人公サクラと対決する女性魔道師に関する設定に変更がある。CCSでは、かつてクロウ・リードに自分の恋心を伝えられなかった女性魔道師の想いにさくらが触れるのに対し、CCでは自分を異次元空間に閉じ込めたクロウ・リードへの復讐心を燃やす女性魔道師の霊をサクラが鎮める物語に変更されている。具体的には以下のように変更されている。
- 女性魔道師にスイヤンという名がつけられている。
- 女性魔道師は、古井戸の中に作った異次元空間に自ら姿を隠しているのではなく、クロウ・リードに閉じ込められていることになっている。
- 女性魔道師の髪飾りは、クロウ・リードからもらった誕生プレゼントではなく、最初から自分の持ち物だった。クロウ・リードはその髪飾りに魔法をかけ、女性魔道師を異次元空間に閉じ込めた。つまり、CCSでは異次元空間への入り口が、骨董屋においてある古い本と、ビルに囲まれた古い井戸、の2つであったのに対し、CCでは女性魔道師の髪飾りが第三の入り口として位置づけられている。
- 女性魔道師は、昔の香港でクロウ・リードと出会い、恋に落ちた。クロウ・リードは彼女に魔法を教えるが、彼女は次第に魔法を悪い事に使おうと考え始める。彼女は、クロウ・リードに魔法で世界を征服しようと話を持ちかけるが、話で解決できないと考えたクロウ・リードは髪飾りに魔法をかけ、女性魔道師を古井戸の中に創った異次元空間に閉じ込めた。
- 女性魔道師はサクラとの戦いの後、クロウ・リードが生きていないことを理解し、それ以上の恨みに意味がないと悟ったことで、魂が浄化される。

なお、テレビ放送においてリーとメイリンの出身地が具体的に述べられることはなかったが、この劇場版で二人が香港出身であることが明らかになる。
さらに、2003年11月18日にBang Zoom Entertainmentによって劇場版2「封印されたカード」の英語吹き替え版がDVDリリースされた。しかし、こちらはCardCaptorsでなく、Cardcaptor Sakuraである。

## 参考情報
- 南米やアジア・ヨーロッパなどの地域では、一部の国でキャラクターの名前や主題歌が変えられてはいるものの、本編のストーリーはほとんどオリジナルのまま全70話が放送された。例外として、韓国（カードキャプターチェリー）では主人公が袴や着物姿で登場する回が地上波では未放送（全66話）であった[6]。ただし、後年に発売された映像ソフトでは、日本オリジナル版が字幕付きで全70話収録されている。

- 北米版DVDは当時のパイオニアLDCの北米法人である、PIONEER LDCA[7]から発売されているが、北米放送版を収録したCardCaptors（全9巻、英語音声）と、日本放送版を収録したCardcaptor Sakura（全18巻 - 後のBOX2巻、英語字幕、ソースは日本国内向けDVDとは異なり、VHS/LD版のマスターが使用されている）の2通りが存在している。なお、レイティングはCardCaptorsが7歳以上推奨、Cardcaptor Sakuraは13歳以上推奨となっている。